# Robin Roe
Pour les articles homonymes, voir Roe.
Pas d'image ? Cliquez ici

a Compétitions nationales et continentales officielles uniquement.

b Matchs officiels uniquement.
Robin Roe, né le 11 octobre 1928 à Skierke, Ballybrophy et mort le 15 juillet 2010 à Guildford, est un joueur de l'équipe nationale de rugby à XV d'Irlande évoluant au poste de talonneur. Il est aussi connu comme aumônier de l'armée britannique.

## Biographie
Robin Roe naît à Sheirke, Borris-in-Ossory dans le Comté de Laois. Il commence à jouer au rugby à XV au Kings Hospital School à Dublin à l'âge de 10 ans. Il fait ses études au Trinity College de Dublin et joue pour l'équipe de l'université, le Dublin University FC. Il fait sa première apparition avec les Barbarians en 1951 alors qu'il mène ses études. Il fait un total de onze apparitions avec les Barbarians et il inscrit deux essais. Après six années d'études au Trinity College, il est ordonné membre du clergé de l'Église d'Irlande avant de rejoindre le club de Lansdowne RFC en 1953. Il porte aussi les couleurs du Leinster.
Roe fait sa première apparition dans l'équipe d'Irlande en 1952 dans le cadre du Tournoi des Cinq Nations. Il connaît 21 sélections comme talonneur. Il connaît sa dernière cape internationale le 9 mars 1957 contre l'équipe du pays de Galles. Avant de rejoindre les London Irish en 1955 pour raisons professionnelles, il a participé à la tournée des Lions britanniques et irlandais en 1955 en Afrique du Sud. Blessé aux côtes dès les premiers matchs de la tournée, le sélectionneur Bryn Meredith ne le retient pas pour jouer les test-matchs. Il participe à onze matchs, dont deux comme pilier, marquant un essai contre le Griqualand West. En 1955, comme aumônier de l'armée britannique, il est basé près de Londres. Aussi il dispute 15 matchs avec les London Irish mais ne marque pas de points. En 1967 Robin Roe s'est distingué par sa bravoure, en servant comme aumônier militaire. Il est nommé commandeur de l'ordre de l'empire britannique en 1982 pour son service dans l'armée britannique. Il meurt le 15 juillet 2010 chez lui à Guildford à l'âge de 81 ans.

## Statistiques en équipe nationale
- 21 sélections avec l'équipe d'Irlande
- Sélections par années : 1 en 1952, 4 en 1953, 4 en 1954, 4 en 1955, 4 en 1956, 4 en 1957
- Tournois des Cinq Nations disputés : 1952, 1953, 1954, 1955, 1956, 1957